# Chris Driedger
Chris Driedger (* 18. Mai 1994 in Winnipeg, Manitoba) ist ein kanadischer Eishockeytorwart, der seit Juni 2025 beim HK Traktor Tscheljabinsk aus der Kontinentalen Hockey-Liga unter Vertrag steht. Zuvor verbrachte er unter anderem vier Jahre in der Organisation der Ottawa Senators, die ihn im NHL Entry Draft 2012 an 76. Position ausgewählt hatten, und spielte in der National Hockey League (NHL) zudem für die Florida Panthers und Seattle Kraken.

## Karriere
Chris Driedger wurde in Winnipeg geboren und spielte dort in seiner Jugend unter anderem für die „Winnipeg Monarchs“. Zur Saison 2010/11 wechselte er zu den Tri-City Americans in die Western Hockey League (WHL), die ranghöchste Juniorenliga seiner Heimatprovinz. Nach einer Saison dort wurde er jedoch innerhalb der WHL im Tausch für ein Drittrunden-Draftwahlrecht an die Calgary Hitmen abgegeben. Dort steigerte er seine Leistungen in den folgenden drei Spielzeiten stetig, bis er in der Saison 2013/14 einen Gegentorschnitt von 2,64 sowie eine Fangquote 91,8 % erreichte. Parallel dazu wählten ihn bereits im NHL Entry Draft 2012 die Ottawa Senators an 76. Position aus, nachdem er am CHL Top Prospects Game 2012 teilgenommen hatte, und statteten ihn schließlich im April 2014 mit einem Einstiegsvertrag aus.

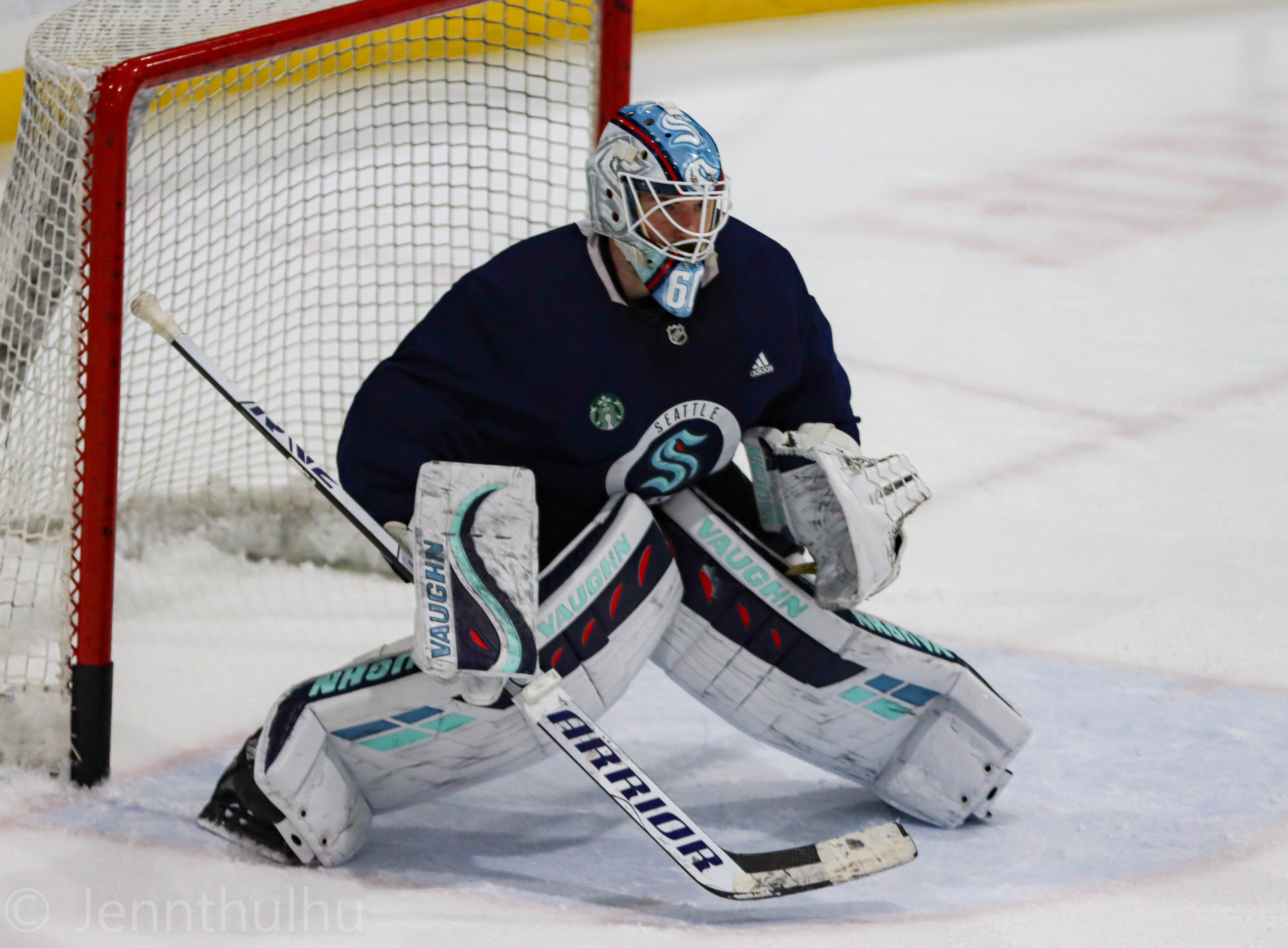
Chris Driedger (2022)

Fortan kam Driedger in Ottawas Farmteams zum Einsatz, den Elmira Jackals und den Evansville IceMen aus der ECHL sowie den Binghamton Senators aus der höherklassigen American Hockey League (AHL). Sein Debüt in der National Hockey League (NHL) gab er im März 2015, dem in den Saisons 2015/16 und 2016/17 jeweils ein weiterer Einsatz folgte, wobei er bei allen drei Spielen erst während der Partie als Ersatzmann ins Tor gelangte. Nachdem der Kanadier sich zwischenzeitlich in der AHL etabliert hatte, ließen seine Leistungen beim neuen Farmteam, den Belleville Senators, in der Spielzeit 2017/18 wieder nach, sodass er dieses Jahr wieder überwiegend in der ECHL bei den Brampton Beast verbrachte. Letztlich nahmen die Ottawa Senators dies auch zum Anlass, seinen auslaufenden Vertrag im Sommer 2018 nicht zu verlängern.
In der Folge schloss sich Driedger im Juli 2018 mittels eines auf die AHL beschränkten Vertrages den Springfield Thunderbirds an, bei denen er mit einem Gegentorschnitt von 2,45 und einer Fangquote von 92,4 % derart überzeugte, dass er im Februar 2019 einen NHL-Vertrag bei deren Kooperationspartner erhielt, den Florida Panthers. In der Spielzeit 2019/20 kam er erstmals regelmäßiger in der NHL zum Einsatz, bestritt zwölf Partien und teilte sich dabei die Funktion des Backups von Sergei Bobrowski mit Sam Montembeault. Zudem vertrat er die Thunderbirds beim AHL All-Star Classic 2020. Gegen Montembeault setzte sich Driedger letztlich im internen Konkurrenzkampf durch, sodass er mit Beginn der Saison 2020/21 fest zum NHL-Aufgebot der Panthers gehört. Mit seinen Leistungen im Saisonverlauf empfahl er sich schließlich für die Seattle Kraken, die ihn im NHL Expansion Draft 2021 auswählten. Dort gehörte er in der Debütsaison 2021/22 als etatmäßiger zweiter Torhüter hinter Philipp Grubauer ebenfalls zum Stammkader, verlor diesen Stammplatz allerdings im Folgejahr an den neu verpflichteten Martin Jones. Nach drei Jahren in Seattle kehrte er im Juli 2024 als Free Agent zu den Florida Panthers zurück. Diese setzten ihn bis März 2025 ausschließlich in der AHL bei den Charlotte Checkers ein, bevor er im Tausch für Kaapo Kähkönen an die Winnipeg Jets abgegeben wurde. Nachdem er auch dort nur in der AHL zum Einsatz gekommen war, wechselte Driedger im Juni erstmals nach Europa, wo er sich dem HK Traktor Tscheljabinsk aus der Kontinentalen Hockey-Liga (KHL) anschloss.

### International
Driedger vertrat das Team Canada West bei der World U-17 Hockey Challenge 2011 und belegte dort den sechsten Platz. Für weitere Nachwuchsnationalmannschaften kam er in der Folge nicht mehr zum Einsatz. Im Rahmen der Weltmeisterschaft 2022 gab er dann sein Debüt für die kanadische A-Nationalmannschaft und gewann dort mit dem Team die Silbermedaille.

## Erfolge und Auszeichnungen
- 2012 Teilnahme am CHL Top Prospects Game
- 2020 Teilnahme am AHL All-Star Classic

## Karrierestatistik
Stand: Ende der Saison 2024/25

### International
Vertrat Kanada bei:
- World U-17 Hockey Challenge 2011
- Weltmeisterschaft 2022

(Legende zur Torhüterstatistik: GP oder Sp = Spiele insgesamt; W oder S = Siege; L oder N = Niederlagen; T oder U oder OT = Unentschieden oder Overtime- bzw. Shootout-Niederlage; Min. = Minuten; SOG oder SaT = Schüsse aufs Tor; GA oder GT = Gegentore; SO = Shutouts; GAA oder GTS = Gegentorschnitt; Sv% oder SVS% = Fangquote; EN = Empty Net Goal; 1 Play-downs/Relegation; Kursiv: Statistik nicht vollständig)